# STS-61E
STS-61E — планировавшийся двадцать шестой космический полёт «Спейс шаттла» и восьмой космический полёт шаттла «Колумбия» с обсерваторией ASTRO-1 в грузовом отсеке. Старт миссии планировался на 6 марта 1986 года, но был отменён после катастрофы шаттла «Челленджер».

## Экипаж
|      | Астронавт       |                           | Полёт                                       | Позиция                           |
| ---- | --------------- | ------------------------- | ------------------------------------------- | --------------------------------- |
| НАСА | Джон Макбрайд   | англ. Jon A. McBride      | 2-й (STS-41G стал его единственным полётом) | Командир                          |
| НАСА | Ричард Ричардс  | англ. Richard N. Richards | 1-й                                         | Пилот                             |
| НАСА | Джеффри Хоффман | англ. Jeffrey A. Hoffman  | 2-й                                         | Специалист полёта 1               |
| НАСА | Дэвид Листма    | англ. David C. Leestma    | 2-й                                         | Специалист полёта 2               |
| НАСА | Роберт Паркер   | англ. Robert A. Parker    | 2-й                                         | Специалист полёта 3               |
| НАСА | Сэмюел Дарранс  | англ. Samuel T. Durrance  | 1-й                                         | Специалист по полезной нагрузке 1 |
| НАСА | Роналд Паризи   | англ. Ronald.A Parise     | 1-й                                         | Специалист по полезной нагрузке 2 |

После катастрофы шаттла «Челленджер», экипаж был переназначен на другие миссии: Ричардс и Листма был назначены на STS-28; Макбрайд покинул НАСА в 1989 году, Вэнс Брэнд заменил его на месте командира шаттла, а Гай Гарднер и Майк Лонж заменили Ричардса и Листму в STS-35.

## Задача миссии
В грузовом отсеке «Колумбии» должна была находиться обсерватория ASTRO-1, с помощью которой планировалось наблюдать за кометой Галлея, а также проводить другие астрономические наблюдения. Обсерватория состояла из трёх ультрафиолетовых телескопов, установленных на поддонах, и управлявшаяся системой наведения инструментов,впервые испытанная в миссии STS-51F. В дальнейшем миссия была изменена на STS-35.